# 维纽苏莱赛克斯
维纽苏莱赛克斯（法語：Vignoux-sous-les-Aix，法語發音：[viɲu su lez‿ɛks]，意为“莱赛克斯下方的维纽”）是法国谢尔省的一个市镇，位于该省中部偏北，属于布尔日区。

## 地理
维纽苏莱赛克斯（47°11'11"N, 2°27'51"E）面积14.94 平方千米，位于法国中央-卢瓦尔河谷大区谢尔省，该省份为法国中部省份，北起卢瓦雷省，西接卢瓦-谢尔省和安德尔省，南至克勒兹省，东南接阿列省，东临涅夫勒省。
与维纽苏莱赛克斯接壤的市镇（或旧市镇、城区）包括：梅讷图萨隆、皮尼、康蒂伊、穆隆河畔圣乔治、圣米歇尔德沃朗日、苏朗日。
维纽苏莱赛克斯的时区为UTC+01:00、UTC+02:00（夏令时）。

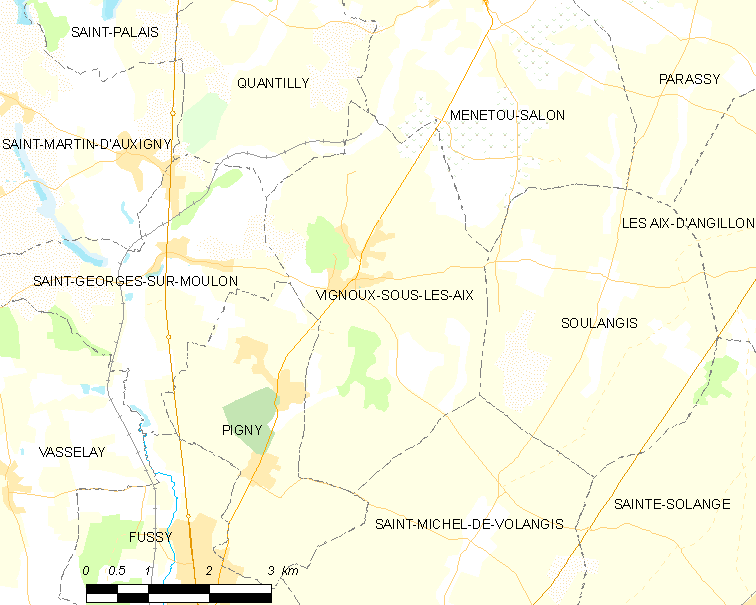
维纽苏莱赛克斯的OSM定位图

## 行政
维纽苏莱赛克斯的邮政编码为18110，INSEE市镇编码为18280。

## 政治
维纽苏莱赛克斯所属的省级选区为圣马丹多克西尼县。

## 人口

1962-2008年间维纽苏莱赛克斯人口变化图示

维纽苏莱赛克斯于2022年1月1日时的人口数量为707人。